# Kaneko Yuki (1996)
Kaneko Yuki (sinh ngày 21 tháng 4 năm 1996) là một cầu thủ bóng đá người Nhật Bản.

## Sự nghiệp câu lạc bộ
Kaneko Yuki hiện đang chơi cho Vanraure Hachinohe.